# Liste bedeutender Fossilfundstellen
Liste bedeutender und/oder wohlbekannter Fossilfundstellen. Bei den Fundstellen handelt es sich entweder um geologische Formationen oder um einzelne Fundplätze.
Geologische Formationen bestehen aus Gesteinen, die während eines bestimmten Zeitabschnitts abgelagert wurden. Gewöhnlich erstrecken sie sich über große Gebiete und so kann es vorkommen, dass gleichzeitig mehrere wichtige Fundstellen in ein und derselben Formation vorkommen. In diesen Fällen sollten die Fundstellen unter der entsprechenden Formation angeführt werden. Andererseits wiederum werden aus praktischen Gründen viele Formationen nur an einer einzigen Stelle untersucht, gewöhnlich an der Typlokalität.

## Afrika
| Fundstelle | Land/Staat          | Alter              |
| --- | ------------------- | ------------------ |
| Afar-Dreieck | Äthiopien           | Pliozän            |
| Ahl al Oughlam | Marokko             | Oberes Pliozän     |
| Argana-Formation                                                                                                  | Niger               | Oberperm           |
| Awash (Fluss) | Äthiopien           | Pliozän            |
| Bahariya-Formation                                                                                                | Ägypten und Marokko | Oberkreide         |
| Baie du Cap | Mauritius           | Holozän            |
| Clarens-Formation                                                                                                 | Südafrika           | Unterer Jura       |
| Wiege der Menschheit – Coopers-Höhle – Kromdraai – Motsetsi – Plovers Lake – Sterkfontein – Swartkrans und andere | Südafrika           | Pliozän-Pleistozän |
| Elliot-Formation                                                                                                  | Südafrika           | Trias-Jura         |
| Erlhaz-Formation                                                                                                  | Niger               | Unterkreide        |
| Fayyum | Ägypten             | Eozän-Oligozän     |
| Gladysvale-Höhle                                                                                                  | Südafrika           | Pliozän-Pleistozän |
| Grande Baie | Mauritius           | Holozän            |
| Grotte de l’Autel                                                                                                 | Réunion             | Holozän            |
| Hadar-Formation                                                                                                   | Äthiopien           | Pliozän            |
| Bouri | Äthiopien           | Pleistozän         |
| Hoedjiespunt | Südafrika           | Pleistozän         |
| Djebel Irhoud | Marokko             | Mittelpleistozän   |
| Jebel-Qatrani-Formation                                                                                           | Ägypten             | Oligozän           |
| Karoo-Supergruppe                                                                                                 | Südafrika           | Perm-Trias         |
| Klasies-River-Höhlen                                                                                              | Südafrika           | Pleistozän         |
| Koobi Fora | Kenia               | Pliozän-Pleistozän |
| Laetoli | Tansania            | Pliozän-Pleistozän |
| Lothagam | Kenia               | Miozän-Pliozän     |
| Maevarano-Formation                                                                                               | Madagaskar          | Oberkreide         |
| Marais de l’Ermitage                                                                                              | Réunion             | Holozän            |
| Mare aux Songes                                                                                                   | Mauritius           | Holozän            |
| Mare Sèche | Mauritius           | Holozän            |
| Olduvai-Schlucht                                                                                                  | Tansania            | Pliozän            |
| Omo-Kibish | Äthiopien           | Pliozän-Pleistozän |
| Ouled-Abdoun-Becken                                                                                               | Marokko             | Oberkreide-Eozän   |
| Plaine Corail | Rodrigues           | Holozän            |
| Plaine des Roches                                                                                                 | Mauritius           | Holozän            |
| Rusinga Island | Kenia               | Miozän             |
| Soom-Schiefer | Südafrika           | Ordovizium         |
| Taung | Südafrika           | Pliozän            |
| Tegana-Formation                                                                                                  | Marokko             | Unterkreide        |
| Tendaguru | Tansania            | Oberer Jura        |

## Antarktis
| Fundstelle                   | Alter                |
| ---------------------------- | -------------------- |
| López-de-Bertodano-Formation | Kreide               |
| Mount-Kirkpatrick-Formation  | Trias-Mittlerer Jura |
| Santa-Marta-Formation        | Oberkreide           |
| Seymour-Insel                | Eozän                |
| Vega Island                  | Kreide-Paläozän      |

## Asien
| Fundstelle                    | Land/Staat                       | Alter                             |
| ----------------------------- | -------------------------------- | --------------------------------- |
| Bajandsag                     | Mongolei                         | Kreide                            |
| Baruun-Gojot-Formation        | Mongolei                         | Oberkreide                        |
| Bajan-Schirech-Formation      | Mongolei                         | Oberkreide                        |
| Bissekty-Formation            | Usbekistan                       | Kreide                            |
| Bugti Hills                   | Pakistan                         | Oligozän                          |
| Chaomidianzi-Formation        | Volksrepublik China:Liaoning     | Unterkreide                       |
| Chengjiang-Faunengemeinschaft | VR China: Yunnan                 | Unterkambrium                     |
| Dabeigou-Formation            | VR China: Hebei                  | Kreide                            |
| Daohugou-Schichten            | VR China: Innere Mongolei        | Jura oder Kreide                  |
| Dashanpu-Formation            | VR China: Sichuan                | Mittlerer Jura                    |
| Dashuigou-Formation           | VR China: Innere Mongolei        | Unterkreide                       |
| Djadochta-Formation           | Mongolei                         | Oberkreide                        |
| Dmanisi                       | Georgien                         | Pleistozän                        |
| Eijnhoro-Formation            | VR China: Innere Mongolei        | Unterkreide                       |
| Skhul-Höhle                   | Israel: Karmel                   | Jungpleistozän                    |
| Huadian-Formation             | VR China: Jilin                  | Eozän                             |
| Irdin-Manha-Formation         | VR China: Innere Mongolei        | Eozän                             |
| Iren-Dabasu-Formation         | VR China: Innere Mongolei        | Oberkreide                        |
| Jindong-Formation             | Korea                            | Unterkreide                       |
| Jiufotang-Formation           | VR China: Liaoning               | Unterkreide                       |
| Kaili-Fauna                   | VR China: Guizhou                | Mittelkambrium                    |
| Khukhtek-Formation            | Mongolei                         | Unterkreide                       |
| Kerman                        | Iran                             | Jura                              |
| Kitadani-Steinbruch           | Japan                            | Unterkreide                       |
| Kota-Formation                | Indien                           | Unterer Jura                      |
| Lake Nojiri                   | Japan                            | Pleistozän                        |
| Lameta-Formation              | Indien                           | Oberkreide                        |
| Lang-Trang-Höhlen             | Vietnam                          | Pleistozän                        |
| Liang-Bua-Höhle               | Indonesien:Flores                | Pleistozän                        |
| Lufeng-Formation              | VR China: Yunnan                 | Unterer Jura                      |
| Maleri-Formation              | Indien                           | Obere Trias                       |
| Minhe-Formation               | VR China: Gansu, Innere Mongolei | Oberkreide                        |
| Na Dương                      | Vietnam                          | Oberes Eozän bis Unteres Oligozän |
| Nemegt-Formation              | Mongolei                         | Oberkreide                        |
| Oi-Formation                  | Japan                            | Miozän                            |
| Qafzeh-Höhle                  | Israel: Nazareth                 | Pleistozän                        |
| Saketi-Fossilienpark          | Indien                           | Pleistozän                        |
| Sao-Khua-Formation            | Thailand                         | Unterkreide                       |
| Shishugou-Formation           | VR China: Xinjiang               | Oberer Jura                       |
| Tabun                         | Israel                           | Pleistozän                        |
| Tham-Khuyen-Höhlen            | Vietnam                          | Pleistozän                        |
| Tiaojishan-Formation          | VR China: Hebei, Liaoning        | Mittlerer-Oberer Jura             |
| Trinil                        | Indonesien: Java                 | Pleistozän                        |
| Tuchengzi-Formation           | VR China: Liaoning               | Unterkreide                       |
| Tugulu-Gruppe                 | VR China: Xinjiang               | Unterkreide                       |
| Udurchukan-Formation          | Russland                         | Oberkreide: Maastrichtium         |
| Ukhaa Tolgod                  | Mongolei                         | Oberkreide                        |
| Ulansuhai-Formation           | VR China: Innere Mongolei        | Unterkreide                       |
| Wucaiwan-Formation            | VR China: Xinjiang               | Mittlerer Jura                    |
| Xiagou-Formation              | VR China: Gansu                  | Unterkreide                       |
| Xinminbao-Gruppe              | VR China: Gansu                  | Unterkreide                       |
| Xiushan-Formation             | VR China: Guizhou                | Unteres Silur: Llandovery         |
| Yixian-Formation              | VR China: Liaoning               | Unterkreide                       |
| Yuliangze-Formation           | VR China: Heilongjiang           | Oberkreide                        |
| Zhongming-Formation           | VR China: Ningxia                | Devon: Famennium                  |
| Zhoukoudian                   | VR China: Peking                 | Pleistozän                        |

## Australien/Neuseeland
| Fundstelle                       | Staat/Territorium/Region         | Alter                                   |
| -------------------------------- | -------------------------------- | --------------------------------------- |
| Alcoota                          | Northern Territory               | Miozän                                  |
| Apex chert, Pilbara Kraton       | Western Australia: Marble Bar    | Archaikum (Äon)                         |
| Bathans-Formation                | Otago (Neuseeland)               | Miozän                                  |
| Bluff Downs                      | Queensland                       | Pliozän                                 |
| Bullock Creek                    | Northern Territory               | Miozän                                  |
| Cape Range                       | Western Australia                | Miozän                                  |
| Cuddie Springs                   | New South Wales                  | Pleistozän                              |
| Dinosaur Cove                    | Victoria                         | Kreide                                  |
| Dinosaur Dreaming                | Victoria                         | Kreide                                  |
| Ediacara-Hügel                   | South Australia: Flinders Ranges | Ediacarium                              |
| Emu-Bay-Schiefer                 | South Australia: Kangaroo Island | Unterkambrium                           |
| Etadunna-Formation               | South Australia                  | Oligozän/Miozän                         |
| Georgina Basin                   | Queensland, Northern Territory   | Neoproterozoikum bis spätes Paläozoikum |
| Gogo-Formation                   | Western Australia                | Devon                                   |
| Great Otway National Park        | Victoria                         | Kreide                                  |
| Horseshoe Bay – Limestone downs  | Waikato (Neuseeland)             | Kreide                                  |
| Knocklofty-Formation             | Tasmanien                        | Untere Trias                            |
| Lake Callabonna                  | South Australia                  | Pleistozän                              |
| Lake Mungo                       | New South Wales                  | Pleistozän                              |
| Lake Palankarinna Fossil Reserve | South Australia: Tirari Desert   | Pliozän                                 |
| Lake Poukawa/Te Aute Swamp       | Hawke’s Bay, Neuseeland          | Holozän                                 |
| Lancefield Swamp                 | Victoria                         | Pleistozän                              |
| Lightning Ridge                  | New South Wales                  | Kreide                                  |
| Mammoth Cave                     | Western Australia                | Pleistozän?                             |
| Mampuwordu-Sands-Formation       | South Australia                  | Pliozän                                 |
| Murgon                           | Queensland                       | Eozän                                   |
| Naracoorte-Höhlen                | South Australia                  | Pleistozän                              |
| Pyramid Valley                   | Neuseeland, Südinsel             | Holozän                                 |
| Quanbun                          | Western Australia                | Pliozän/Miozän                          |
| Riversleigh                      | Queensland                       | Oligozän/Miozän                         |
| Wianamatta-Serie                 | New South Wales: Sydney          | Obere Trias                             |

## Europa
| Fundstelle                           | Land/Staat                       | Alter                   |
| ------------------------------------ | -------------------------------- | ----------------------- |
| Aetokremnos                          | Zypern                           | Holozän: Mesolithikum   |
| Atapuerca                            | Spanien                          | Pleistozän              |
| Batallones                           | Spanien                          | Miozän                  |
| Bembridge Marls                      | England                          | Oligozän                |
| Borgloon-Formation                   | Belgien                          | Oligozän                |
| Bromacker                            | Deutschland: Thüringen           | Unterperm               |
| Buñol                                | Spanien                          | Miozän                  |
| Calizas de La Huérguina-Formation    | Spanien                          | Kreide: Barremium       |
| Camp dels Ninots                     | Spanien                          | Pliozän                 |
| Crevillente                          | Spanien                          | Miozän                  |
| Cro-Magnon                           | Frankreich                       | Pleistozän              |
| Eckfelder Maar                       | Deutschland                      | Miitleres Eozän         |
| Fur-Formation                        | Dänemark                         | Unteres Eozän           |
| Geiseltal                            | Deutschland: Sachsen-Anhalt      | Mittleres Eozän         |
| Grès à Reptiles                      | Frankreich                       | Oberkreide              |
| Guimarota                            | Portugal                         | Oberer Jura             |
| Hampstead-Formation                  | England                          | Oligozän                |
| Holzmaden                            | Deutschland: Baden-Württemberg   | Unterjura               |
| Hunsrückschiefer                     | Deutschland: Rheinland-Pfalz     | Devon                   |
| Jurassic Coast                       | England                          | Jura                    |
| Las Hoyas                            | Spanien                          | Unterkreide             |
| Lo Hueco                             | Spanien                          | Oberkreide              |
| London Clay                          | England                          | Eozän                   |
| Lourinhã-Formation                   | Portugal                         | Oberer Jura             |
| Lyme Regis                           | England: Dorset                  | Jura                    |
| Maastricht-Formation                 | Benelux                          | Oberkreide              |
| Mauer                                | Deutschland: Baden-Württemberg   | Pleistozän              |
| Messel                               | Deutschland: Hessen              | Eozän                   |
| Korbacher Spalte                     | Deutschland: Hessen              | Oberperm                |
| Kupferschiefer                       | Deutschland                      | Oberperm                |
| Monte Bolca                          | Italien                          | Eozän                   |
| Murero                               | Spanien                          | Kambrium                |
| Neandertal – Kleine Feldhofer Grotte | Deutschland: Nordrhein-Westfalen | Pleistozän              |
| Oxford Clay                          | England                          | Oberer Jura             |
| Pariser Becken – Argile Plastique    | Frankreich                       | Eozän – Unteres Eozän   |
| Pobiti Kamani                        | Bulgarien                        | Mesozoikum              |
| Quercy Phosphorite                   | Frankreich                       | Eozän/Oligozän          |
| Riodeva                              | Spanien                          | Tithonium/Berriasium    |
| La Roma                              | Spanien                          | Miozän                  |
| Fossillagerstätte Rott               | Deutschland: Nordrhein-Westfalen | Spätes Oligozän         |
| Sajóvölgyi-Formation                 | Ungarn                           | Miozän: Oberes Badenium |
| Fossillagerstätte Sansan             | Frankreich                       | Miozän                  |
| Sânpetru-Formation                   | Rumänien                         | Kreide: Maastrichtium   |
| Sieblos-Schichten                    | Deutschland: Hessen              | Frühes Oligozän         |
| Solnhofener Kalk                     | Deutschland: Bayern              | Jura                    |
| Valkenburg Formation                 | Belgien                          | Oberkreide              |
| Venta del Moro                       | Spanien                          | Miozän                  |
| Venta Micena                         | Spanien                          | Pliozän                 |
| Walbeck                              | Deutschland: Sachsen-Anhalt      | Paläozän                |
| Wessex-Formation                     | England                          | Unterkreide             |

## Nordamerika
| Fundstelle                                                      | Land/Staat                                            | Alter                                           |
| --------------------------------------------------------------- | ----------------------------------------------------- | ----------------------------------------------- |
| Agate Fossil Beds National Monument                             | USA: Nebraska                                         | Miozän                                          |
| Aquia-Formation                                                 | USA: Maryland und Virginia                            | Paleozän                                        |
| Ash-Hollow-Formation – Ashfall Fossil Beds                      | USA: Nebraska                                         | Miozän – Clarendonium                           |
| Aucilla River                                                   | USA: Florida                                          | Pleistozän/Holozän                              |
| Austin Chalk                                                    | USA: Texas                                            | Oberkreide                                      |
| Bakken-Formation                                                | USA/Kanada: Montana, North Dakota und Saskatchewan    | Oberdevon – Unterkarbon (Unteres Mississippium) |
| Bear-Gulch-Kalkstein                                            | USA: Montana                                          | Karbon                                          |
| Big-Sandy-Formation                                             | USA: Arizona                                          | Miozän                                          |
| Blanco-Formation                                                | USA: Kansas, Texas                                    | Pliozän/Pleistozän                              |
| Bone Cabin Quarry                                               | USA: Wyoming                                          | Jura                                            |
| Bone-Valley-Formation                                           | USA: Florida                                          | Pliozän                                         |
| Bridger-Formation                                               | USA: Wyoming                                          | Eozän                                           |
| Brule-Formation                                                 | USA: South Dakota                                     | Oligozän                                        |
| Burgess Shale                                                   | Kanada: British Columbia                              | Kambrium: Albertan                              |
| Calvert-Formation                                               | USA: Maryland                                         | Miozän                                          |
| Cedar-Mountain-Formation                                        | USA: Colorado und Utah                                | Unterkreide                                     |
| Chuckanut-Formation                                             | USA: Washington                                       | Eozän                                           |
| Clarno-Formation                                                | USA: Oregon                                           | Eozän                                           |
| Como Bluff                                                      | USA: Wyoming                                          | Oberer Jura-Unterkreide                         |
| Coon-Creek-Formation                                            | USA: Tennessee und Mississippi                        | Kreide: Maastrichtium                           |
| Dinosaur-Park-Formation                                         | Kanada: Alberta                                       | Kreide: Campanium                               |
| Dinosaur State Park                                             | USA: Connecticut                                      | Jura                                            |
| Driftwood Canyon Provincial Park                                | Kanada: British Columbia                              | Eozän                                           |
| Drumheller, Badlands                                            | Kanada: Alberta                                       | Mesozoikum                                      |
| Edson Beds                                                      | USA: Kansas                                           | Pliozän: Blancan                                |
| Falls of the Ohio                                               | USA: Indiana                                          | Devon                                           |
| Florissant Fossil Beds                                          | USA: Colorado                                         | Eozän: Priabonium                               |
| Fossil Butte National Monument                                  | USA: Wyoming                                          | Eozän                                           |
| Fossil Prairie Park                                             | USA: Iowa                                             | Devon                                           |
| Ghost Ranch                                                     | USA: New Mexico                                       | Trias                                           |
| Glenns-Ferry-Formation – Hagerman Fossil Beds National Monument | USA: Idaho                                            | Pliozän/Pleistozän                              |
| Glen-Rose-Formation                                             | USA: Texas                                            | Kreide: Aptium-Albium                           |
| Gray Fossil Site                                                | USA: Tennessee                                        | Miozän                                          |
| Green-River-Formation – Fossil Butte Member                     | USA: Utah, Colorado, und Wyoming                      | Eozän                                           |
| Gunflint Chert                                                  | Kanada: Ontario & USA: Minnesota                      | Oberes Archaikum – Unteres Proterozoikum        |
| Hawthorne-Formation                                             | USA: South Carolina                                   | Miozän/Pliozän                                  |
| Hell-Creek-Formation                                            | USA: Montana, North Dakota, South Dakota, und Wyoming | Kreide: Maastrichtium                           |
| Hornerstown-Formation                                           | USA: New Jersey                                       | Kreide/Paleozän                                 |
| Huerfano-Formation                                              | USA: Colorado                                         | Eozän                                           |
| Joggins                                                         | Kanada: Nova Scotia                                   | Oberkarbon: Westfalium A                        |
| John Day Fossil Beds National Monument                          | USA: Oregon                                           | Eozän-Miozän                                    |
| Judith-River-Formation                                          | USA: Montana                                          | Kreide: Campanium                               |
| Kayenta-Formation                                               | USA: Arizona, Colorado, Nevada, und Utah              | Unterer Jura                                    |
| Klondike-Mountain-Formation                                     | USA: Washington                                       | Eozän: Ypresium/Lutetium                        |
| Krukowski-Steinbruch                                            | USA: Wisconsin                                        | Oberkambrium                                    |
| La Brea Tar Pits                                                | USA: Kalifornien                                      | Pleistozän: Rancholabrean                       |
| Lance-Creek-Formation                                           | USA: North Dakota und Wyoming                         | Kreide: Maastrichtium                           |
| Lennep-Formation                                                | USA: Montana                                          | Oberkreide                                      |
| Linton-Formation                                                | USA: Ohio                                             | Oberkarbon                                      |
| Lockatong-Formation                                             | USA: New Jersey                                       | Obere Trias                                     |
| Mascall-Formation                                               | USA: Oregon                                           | Miozän                                          |
| Margaret-Formation                                              | Kanada: Kanadisch-arktischer Archipel                 | Eozän: Wasatchium                               |
| Mazon Creek                                                     | USA: Illinois                                         | Karbon: Pennsylvanium                           |
| McAbee Fossil Beds                                              | Kanada: British Columbia                              | Eozän                                           |
| Melbourne Bone Bed                                              | USA: Florida                                          | Pleistozän                                      |
| Miguasha National Park                                          | Kanada: Québec                                        | Devon: Famennium                                |
| Mooreville Chalk                                                | USA: Alabama                                          | Oberkreide                                      |
| Monterey-Formation                                              | USA: California                                       | Miozän                                          |
| Morrison-Formation                                              | Kanada/USA: Great Plains                              | Oberer Jura                                     |
| Nanjemoy-Formation                                              | USA: Virginia                                         | Eozän                                           |
| Navesink-Formation                                              | USA: New Jersey                                       | Oberkreide                                      |
| Niobrara-Formation                                              | USA: Colorado, Kansas                                 | Oberkreide                                      |
| Ogallala-Formation                                              | USA: Texas und New Mexico                             | Miozän/Pliozän                                  |
| Oldman-Formation                                                | Kanada: Alberta                                       | Kreide: Campanium                               |
| Page-Ladson (prähistorische Fundstelle)                         | USA: Florida                                          | Pleistozän/Holozän                              |
| Pío-Domingo-Höhle (prähistorische Fundstelle)                   | Kuba                                                  | Pleistozän/Holozän                              |
| Pipe Creek Sinkhole                                             | USA: Indiana                                          | Pliozän                                         |
| Puget-Gruppe                                                    | USA: Washington                                       | Oberes Eozän                                    |
| Rattlesnake-Formation                                           | USA: Oregon                                           | Miozän: Tortonium-Messinium                     |
| Red Gulch Dinosaur Tracksite                                    | USA: Wyoming                                          | Mittlerer Jura                                  |
| Rexroad-Formation                                               | USA: Kansas                                           | Pliozän                                         |
| Richard’s Spur                                                  | USA: Oklahoma                                         | Unterperm                                       |
| Rincón Colorado                                                 | Mexiko: Coahuila                                      | Oberkreide                                      |
| Rosebud-Formation                                               | USA: South Dakota                                     | Miozän                                          |
| Fossillagerstätte Ruin Wash                                     | USA: Nevada                                           | Kambrium                                        |
| Sheep-Creek-Formation                                           | USA: Nebraska                                         | Miozän: Oberes Hemingfordium?                   |
| Smoky Hill Chalk                                                | USA: Nebraska                                         | Oberkreide                                      |
| Temblor-Formation                                               | USA: California                                       | Miozän                                          |
| „Texas Red Beds“                                                | USA: Nord-Texas                                       | Unterperm                                       |
| Thomas Farm                                                     | USA: Florida                                          | Miozän                                          |
| Traverse Group (Petoskey)                                       | USA: Michigan                                         | Mitteldevon                                     |
| Two-Medicine-Formation                                          | USA: Montana                                          | Kreide: Campanium                               |
| Wannagan Creek Fossil Site                                      | USA: North Dakota                                     | Paleozän                                        |
| Washakie-Formation                                              | USA: Wyoming                                          | Eozän                                           |
| White River Badlands                                            | USA: South Dakota                                     | Oberes Eozän bis mittleres Oligozän             |
| Willwood-Formation                                              | USA: Wyoming                                          | Paleozän/Eozän                                  |
| Zion National Park                                              | USA: Utah                                             | Oberes Perm – Unterkreide                       |
| Zuni Basin                                                      | USA: New Mexico                                       | Kreide                                          |

## Südamerika
| Fundstelle                            | Land/Staat                   | Alter                                             |
| ------------------------------------- | ---------------------------- | ------------------------------------------------- |
| Abanico-Formation – Tinguiririca      | Chile                        | Oligozän: Rupelium                                |
| Allen-Formation                       | Argentinien                  | Oberkreide: Campanium-Maastrichtium               |
| Anacleto-Formation                    | Argentinien                  | Oberkreide: Campanium                             |
| Andalgala-Formation                   | Argentinien                  | Miozän/Pliozän                                    |
| Bajo-de-la-Carpa-Formation            | Argentinien                  | Oberkreide: Santonium                             |
| Camacho-Formation                     | Uruguay                      | Miozän                                            |
| Candeleros-Formation                  | Argentinien                  | Oberkreide: Cenomanium                            |
| Caturrita-Formation – Paleorrota      | Brasilien: Rio Grande do Sul | Trias: Carnium/Norium                             |
| Cerro-Bandera-Formation               | Argentinien                  | Miozän                                            |
| Deseado-Formation                     | Argentinien                  | Oligozän                                          |
| Ensenada-Formation                    | Argentinien                  | Pleistozän                                        |
| Huincul-Formation                     | Argentinien                  | Oberkreide: Cenomanium                            |
| Ishigualasto-Formation                | Argentinien                  | Trias                                             |
| Ituzaingó-Formation                   | Argentinien                  | Miozän/Pliozän                                    |
| Jaguel-Formation                      | Argentinien                  | Oberkreide/Unteres Paläozän: Maastrichtium-Danium |
| Leticia-Formation                     | Argentinien                  | Eozän: Bartonium                                  |
| Lecho-Formation                       | Argentinien                  | Oberkreide: Maastrichtium                         |
| Lisandro-Formation                    | Argentinien                  | Oberkreide: Cenomanium-Turonium                   |
| Lohan-Cura-Formation                  | Argentinien                  | Unterkreide: Aptium-Albium                        |
| Mylodon-Höhle                         | Chile                        | Pleistozän                                        |
| Quinriquina-Formation                 | Chile                        | Oberkreide                                        |
| Patagonische Molasse                  | Argentinien                  | Miozän                                            |
| Pinturas-Formation                    | Argentinien                  | Miozän: Burdigaliaum/Langhium                     |
| Plottier-Formation                    | Argentinien                  | Oberkreide: Coniacium                             |
| Portezuelo-Formation                  | Argentinien                  | Oberkreide: Turonium-Coniacium                    |
| Rio-Colorado-Formation – Auca Mahuevo | Argentinien                  | Oberkreide                                        |
| Roca-Formation                        | Argentinien                  | Paläozän                                          |
| San-Julian-Formation                  | Argentinien                  | Eozän/Oligozän                                    |
| Santa-Cruz-Formation                  | Argentinien                  | Miozän                                            |
| Santana-Formation                     | Brasilien                    | Kreide                                            |
| Santa-Maria-Formation – Paleorrota    | Brasilien: Rio Grande do Sul | Trias: Ladinium-Carnium                           |
| Toca-de-Boa-Vista-Höhlen              | Brasilien                    | Pleistozän                                        |
| Urumaco-Formation – Urumaco           | Venezuela                    | Miozän                                            |
| Villavieja-Formation – La Venta       | Kolumbien                    | Miozän                                            |